# Hande Baladın
Hande Baladın est une joueuse de volley-ball turque née le 1er septembre 1997 à Kütahya. Elle mesure 1,89 m et joue au poste de réceptionneuse-attaquante. Elle totalise 151 sélections en équipe de Turquie.

## Clubs
| Club                 | De        | À         |
| -------------------- | --------- | --------- |
| Eczacıbaşı İstanbul  | 2010-2011 | 2013-2014 |
| Sarıyer Belediyesi   | 2014-2015 | 2014-2015 |
| Eczacıbaşı İstanbul  | 2015-2016 | 2017-2018 |
| Galatasaray İstanbul | 2018-2019 | 2018-2019 |
| Eczacıbaşı İstanbul  | 2019-2020 | …         |

## Palmarès

### Équipe nationale
- Ligue des nations
  - Finaliste : 2018.
- Championnat d'Europe
  - Finaliste : 2019.
- Championnat du monde des moins de 23 ans
  - Vainqueur : 2017.
  - Finaliste : 2015.

### Clubs
- Championnat du monde des clubs
  - Vainqueur : 2016.
  - Finaliste : 2019.
- Coupe de la CEV
  - Vainqueur : 2018.
- Supercoupe de Turquie
  - Vainqueur: 2019, 2020.
- Coupe de Turquie
  - Finaliste : 2018.
- Championnat de Turquie
  - Finaliste : 2018.

### Distinctions individuelles
- Championnat d'Europe féminin de volley-ball des moins de 18 ans 2013: Meilleure contreuse[1].
- Championnat du monde de volley-ball féminin des moins de 23 ans 2017: Meilleure réceptionneuse-attaquante et MVP[2].